# Iuliu Barasch
Iuliu Barasch ou Baraş, né le 17 juillet 1815 et décédé le 31 mars 1863, est un Juif galicien, médecin, philosophe, pédagogue et défenseur de la science et de la culture roumaine. Il a effectué l'ensemble de sa carrière en Roumanie et est considéré comme le fondateur de la Haskala, le mouvement des Lumières juif, en Roumanie.

## Biographie
Yehuda ben Mordehai Barasch est né à Brody en Galicie (maintenant en Ukraine), à l'époque possession de l'empire d'Autriche, le 17 juillet 1815, dans une famille hassidique. Il reçoit une éducation séculière. Il étudie la philosophie à partir de 1836 à l'université de Leipzig et en 1839 change pour un doctorat de médecine à l'université de Berlin, qu'il obtient en 1841.
Barasch essaye de s'installer en Moldavie, mais les autorités refusent de lui donner une licence pour la pratique de la médecine, aussi s'installe-t-il en Valachie. En 1842, il est médecin à Călărași, puis en 1845 à Craiova et finalement à Bucarest. En 1852, Il enseigne les sciences naturelles à l'académie Saint-Sava, puis est professeur à l'école de médecine et de pharmacie de Bucarest.
Outre son travail comme docteur, il devient un patriote roumain ardent et radical, ami de Constantin Alexandru Rosetti et de Ion Heliade Rădulescu.
Il popularise la science médicale et les sciences naturelles en général et est le premier journaliste juif roumain. De 1856 à 1859, il édite un journal Isis sau Natura (Isis ou Nature), le premier magazine de vulgarisation scientifique en Roumanie. Le magazine publie des études d'astronomie, des articles hypothétiques sur la pluralité des mondes ou sur les inventions les plus populaires de l'époque tels que les aérostats ou les sous-marins.
En 1858, Barasch est le fondateur du premier hôpital pour enfants de Bucarest.
En 1857, avec Aaron Aser et A. Vainberg, Barasch édite Israelitul Român (L'Israélite roumain), le premier journal en langue roumaine de la communauté juive. Ce journal sera publié pendant près de cent ans.
En 1862, il est un des fondateurs de la Societatea de Cultură Israelită (Société pour la culture israélite), une organisation promouvant les idées de la Haskala. Il en devient président et le restera jusqu'à sa mort.
Comme partisan de l'intégration sociale des Juifs et militant pour leur émancipation, Barasch est un opposant fervent de l'assimilation. Dans un pamphlet polémique écrit en allemand en 1854: Offenes Sendschreiben an Herrn Israel Pick (Lettre ouverte à Mr. Israel Pick) , il condamne les Juifs qui abandonnent le judaïsme et ceux qui se convertissent au christianisme. La lettre cible un Juif qui s'est converti, un ancien rabbin réformé et enseignant de religion à l'école juive de Bucarest, qui s'est installé en Prusse. Désirant ramener les Juifs qui ne fréquentent plus la synagogue, Barasch encourage une réforme modérée de la religion, qui serait limité aux aspects cérémoniaux. Il prend aussi une approche philosophique du judaïsme et présente ses convictions dans un article Gedanken über die Religionsphilosophie des Judenthums (Réflexions sur la philosophie de la religion du judaïsme) publié dans la revue Der Orient en 1841. Pour ses articles publiés dans la presse allemande, de 1839 à 1845, Barasch utilise souvent un pseudonyme comme Julius Marcussohn B., Julius Friedsohn, ou Rafael Sincerus.
Il meurt à Bucarest le 31 mars 1863 à l'âge de 47 ans. Il est enterré à Bucarest dans le cimetière juif de la rue Sevastopol. Après la destruction de ce cimetière dans les années 1940, sous le régime d'Ion Antonescu, sa tombe est transférée  au cimetière juif Filantropia et apparait en 2004, dans la liste des monuments historiques de Bucarest.
Barasch est commémoré à Văcăreşti, l'ancien quartier juif de Bucarest, où le théâtre Baraşeum, devenu le Théâtre juif d'État, la clinique Baraşeum voisine et la rue passant devant le théâtre, anciennement rue Ionescu de la Brad, maintenant rue Dr. Iuliu Barasch, ont tous été nommés en son honneur.

## Publications

### Livres
- Minunile naturei (Les merveilles de la nature) - 3 volumes - 1852
- Mineralogia, după Belez (Minéralogie, après Belez) - 1854
- Asfixia sau leşinul (Étouffement ou évanouissement) - 1854
- Botanica, după Belez (Botanique, après Belez) - 1856
- Higiena populară (Hygiène populaire) - 1857
- Zoologia (Zoologie) - 1857
- Debora, mélodrame - 1858
- Cărticica altoiului (Le livre de la greffe) - 1859
- Manual de silvicultură (Manuel de sylviculture) - 1861

### Journaux
- Isis sau Natura (1856-1859)
- Natura (1861-1863)
- Israelitul Român (1857-)